# Issiaka Ouédraogo
Issiaka Ouédraogo est un footballeur international burkinabé né le 19 août 1988 à Ouagadougou. Il évolue au poste d'attaquant au FC Marchfeld Donauauen.
Il participe à la CAN 2012 avec le Burkina Faso.